# Royal Engineers AFC
Royal Engineers AFC är en fotbollsklubb grundad 1863 av Major Marindin från Corps of Royal Engineers, även kallade the Sappers. De hade stora framgångar under 1870-talet och vann FA-cupen 1875.

## Historia
Laget som vann FA-cupen 1875 bestod av kapten W. Merriman, löjtnant G.H. Sim, löjtnant G.C. Onslow, löjtnant R.M. Ruck, löjtnant P.G. von Donop, löjtnant C.K. Wood, löjtnant H.E. Rawson, löjtnant R.H. Stafford, löjtnant H. W. Renny-Tailyour, löjtnant A. Mein och löjtnant C. Wingfield-Stratford.
Den första matchen mot Old Etonians slutade 1 - 1 med ett mål av Renny-Tailyour, omspelsmatchen vann man med 2 – 0 med mål av Renny-Tailyour och Stafford. 

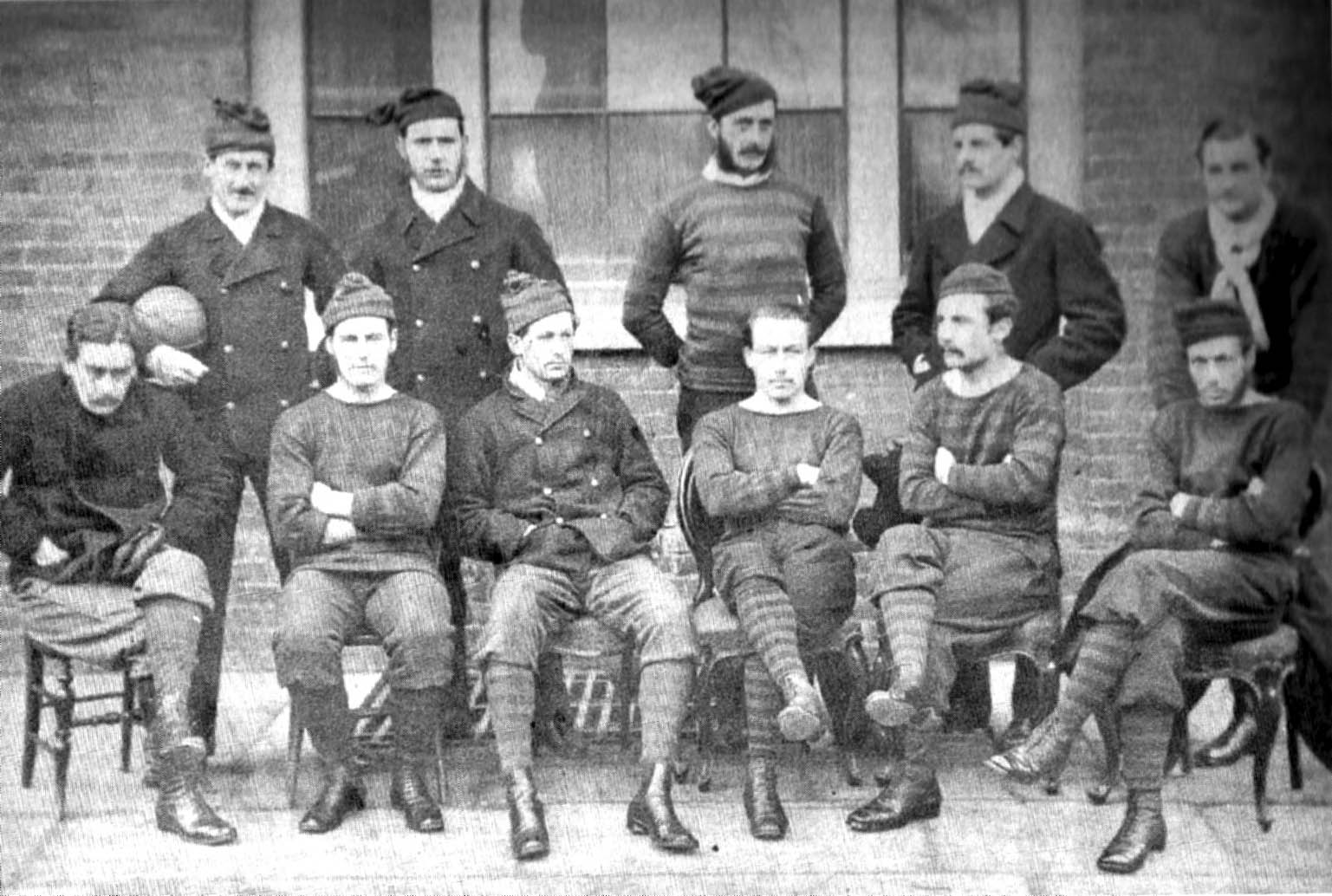
The Royal Engineers 1872

Royal Engineers var det första fotbollslaget som gav sig ut på en turné när de åkte till Nottingham, Derby och Sheffield 1873.
Sir Frederick Wall som var sekreterare i Football Association från 1895 till 1934, påstår i sin biografi att passningsspelet även känt som Combination Game skapades av Royal Engineers i början av 1870-talet.
Engineers var jämbördiga med de norra professionella Football League lagen och vann mot dem regelbundet fram till slutet av 1880-talet. De har bevarat sin ställning som ett amatörlag (så som traditionen var i fotbollen från början) och har inte spelat i större tävlingarna sedan 1890-talet, istället spelar man mot andra armelag. 

## Meriter
- FA Cupen: 1875
- FA Cupen final: 1872, 1874 och 1878

## Landslagsspelare
Flera före detta Royal Engineers spelare kom att representera sitt land.

### England
Följande sex spelare spelade för engelska landslaget medan de spelade för Royal Engineers AFC (antalet matcher som registrerade Engineers spelare inom parentes).
- Horace Barnet (1 match)
- Alfred Goodwyn (1 match)
- Herbert Rawson (1 match)
- Bruce Russell (1 match)
- Pelham von Donop (2 matcher)
- Cecil Wingfield-Stratford (1 match)

### Skottland
Följande spelare spelade för skotska landslaget medan de spelade för Royal Engineers AFC (antalet matcher som registrerade Engineers spelare inom parentes).
- John Edward Blackburn (1 match)
- Henry Renny-Tailyour (1 match)